# Billy Preston
William Everett Preston (Houston, Texas, 2 de septiembre de 1946-Scottsdale, Arizona, 6 de junio de 2006), conocido como Billy Preston, fue un músico, cantante y compositor estadounidense.
De forma adicional a su carrera en solitario, premiada con dos Grammys, Preston colaboró con grandes nombres de la industria musical como The Beatles, The Rolling Stones, Little Richard, Ray Charles, George Harrison, Elton John, Eric Clapton, Bob Dylan, Sam Cooke, King Curtis, Sammy Davis Jr., Sly Stone, Aretha Franklin, The Jackson 5, Quincy Jones, Richie Sambora, John Lennon, Red Hot Chili Peppers y Jaguares (banda).
Preston es uno de los pocos músicos en ser acreditados como el "quinto Beatle". El sencillo del grupo de 1969, "Get Back", fue acreditado como "The Beatles with Billy Preston". Continuó grabando y actuando con George Harrison después de la ruptura de los Beatles, junto con otros artistas como Eric Clapton y los Rolling Stones en muchos de los álbumes y giras del grupo durante la década de 1970. En 1971, participó en el Concierto para Bangladesh junto a George Harrison, Bob Dylan, Eric Clapton, Ringo Starr y Leon Russell.
Preston fue incluido en el Salón de la Fama del Rock and Roll en la categoría Premio a la Excelencia Musical en 2021.

## Biografía

### Primeros años
Preston comenzó a tocar el piano sentado en el regazo de su madre a la edad de tres años, siendo considerado al poco tiempo como un niño prodigio. A la edad de diez años participó en bandas de acompañamiento de los cantantes de góspel Mahalia Jackson y James Cleveland. A los doce años, apareció en la película de Paramount Pictures St. Louis Blues representando al compositor de blues W.C. Handy. En los años sesenta, participaría en grabaciones de Little Richard y Ray Charles. Asimismo, emprendería una carrera discográfica como artista musical con el álbum de 1965 The Most Exciting Organ Ever.

### Colaboración con The Beatles
Billy Preston conoció a The Beatles durante una gira por Inglaterra de Little Richard en 1962. Los Beatles, por entonces todavía poco conocidos, actuaron acompañando a Little Richard. El Washington Post explicó la reunión de los músicos en el siguiente artículo:

Ellos conectaron otra vez en 1969, cuando The Beatles estaban a punto de romper durante la grabación del penúltimo álbum que publicaron, Let It Be (posteriormente, grabarían Abbey Road, aunque su publicación sería adelantada a la de Let It Be). George Harrison, siempre el mejor amigo de Preston dentro de The Beatles, se fue de los estudios y fue a un concierto de Ray Charles en Londres, donde Preston tocaba el órgano. Harrison llevó a Preston al estudio, donde su personalidad gregaria y su musicalidad calmaron temporalmente las tensiones entre el grupo. Aunque en el documental de Peter Jackson para Disney "Get Back" no aparece  este detalle toda vez que Preston fue a Londres a cumplir compromisos y llega al estudio a saludar a los 4 de Liverpool y Lennon le propone tocar y Preston hizo de las suyas y Lennon le dice que está  adentro y que los ha hecho sonar mejor.

En las cintas de las sesiones de Let It Be publicadas en bootlegs, uno puede oír numerosas disputas entre John Lennon y Paul McCartney para hacer de Preston un miembro formal del grupo: mientras Lennon estaba convencido, McCartney decía que no había elección alguna por estar el grupo más cerca del final que nunca. La noticia habría hecho oficial la etiqueta de "el quinto Beatle", título que no explotaría durante las tres siguientes décadas. Quizás como consolación, "Get Back", el único sencillo de The Beatles en entrar directamente al número 1, fue acreditado a "The Beatles con Billy Preston" -la primera y única vez que la banda compartió su proyector con un hombre oculto. Preston acompañaría también a The Beatles durante el famoso concierto de la azotea en Londres, la última aparición pública del grupo.

Billy Preston participó activamente en la grabación de Let It Be y en las canciones "I Want You (She's So Heavy)" y "Something", de Abbey Road.

### Después de The Beatles
Contratado por el sello de The Beatles Apple Records en 1969, Preston publicó el álbum That's the Way God Planned It y un sencillo del mismo nombre, producidos ambos por George Harrison, lo acompañaron en la instrumentación Eric Clapton y George Harrison en las guitarras, Keith Richards en el bajo y Ginger Baker en la batería. Su relación con Harrison continuaría tras la separación de The Beatles; fue el primer artista en versionar "My Sweet Lord" en su álbum Encouraging Words y participaría en numerosos álbumes de la carrera musical de Harrison. Asimismo, Preston contribuiría enérgica y notablemente a The Concert for Bangla Desh, el primer concierto benéfico organizado en la historia musical, y saldría de gira con Harrison en 1974. Preston grabaría también con John Lennon y Ringo Starr. 
Su carrera en solitario durante este periodo conseguiría gran prestigio, al alcanzar el puesto #2 de las listas de Billboard y alzarse con un premio Grammy a la Mejor Interpretación Instrumental de Pop por el tema "Outa-Space", en la cual introdujo el sonido del clavinet en la música funk.
A lo largo de los dos siguientes años, alcanzaría el puesto #1 con los temas "Will It Go Round In Circles" y "Nothing From Nothing", así como el #4 con "Space Race".
Tras la separación de The Beatles, Preston tocó para The Rolling Stones junto al pianista Nicky Hopkins en álbumes como Sticky Fingers, Exile on Main St., Goats Head Soup, It's Only Rock'n'Roll y Black and Blue. En 1974, compuso "You Are So Beautiful" para Joe Cocker. En 1975, aparecería como invitado en el primer programa de Saturday Night Live junto a Janis Ian. En 1975 y 1976, volvería a salir de gira con The Rolling Stones, esta vez interpretando dos de sus canciones en los conciertos con el respaldo del grupo. Posteriormente continuaría trabajando en álbumes en solitario de los miembros de The Rolling Stones y en el álbum de 1997 Bridges to Babylon. 
Los años 80 serían de menor éxito para Preston. Obtuvo cierto éxito en la balada "With You I'm Born Again" junto a Syreeta Wright, alcanzando el puesto #4 en las listas de Billboard. Posteriormente, sería arrestado por fraude de seguro tras prender fuego a su propia casa en Los Ángeles y tratado por su adicción a la cocaína y al alcohol. En 1991, fue sentenciado a nueve meses de rehabilitación en un centro y a tres meses de arresto domiciliar.
Preston salvaría sus problemas a comienzos de los 90 saliendo de gira con Eric Clapton y grabando con un amplio espectro de músicos. Asimismo, saldría de gira junto a Ringo Starr y participaría en el álbum en directo de 1990 Ringo Starr and His All-Starr Band. En 1991, fue invitado a unirse al grupo The Band tras la muerte del pianista Stan Szelest. Llegaría a completar una gira, pero sus problemas legales arriba mencionados pondrían final a la colaboración con The Band antes de que tuviera tiempo de grabar un álbum de estudio junto al grupo.
Durante una gira y su lucha por problemas de salud, Preston recibiría la amarga noticia de la muerte de su compañero George Harrison el 29 de noviembre de 2001. Junto a una larga lista de artistas, Preston participó en el Concert for George en Londres, Inglaterra, un año después de su muerte. Su homenaje a Harrison, cantando "My Sweet Lord", recibiría buenas críticas. Asimismo, Preston tocaría el órgano Hammond y cantaría en el tema "Isn't It A Pity" junto a Eric Clapton, sirviendo en el resto de temas en los coros y en el piano. Durante el evento, Ringo Starr le alabaría como "uno de los mejores intérpretes de órgano de todos los tiempos".
A comienzos de 2004, saldría de gira con Funk Brothers y Stevie Winwood y posteriormente con Eric Clapton tanto por Europa como por Norteamérica. En 2003, su contribución al álbum Let It Be adquiriría más importancia por la publicación del álbum Let It Be... Naked, en donde se eliminaba la posproducción de Phil Spector y se resaltaba su participación. 
En 2005, Preston grabó "Go Where No One's Gone Before", canción principal para la serie anime L/R: Licensed by Royalty. En 2006, tocaría el clavinet en la canción "Warlocks" del álbum Stadium Arcadium de Red Hot Chili Peppers. Su última contribución sería a los álbumes 12 Songs de Neil Diamond y a The Road to Escondido, de Eric Clapton y J.J. Cale.
Preston haría su última aparición pública a finales de 2005 en Los Ángeles para atender a la reedición de la película The Concert for Bangla Desh. Posteriormente, interpretaría "Give Me Love (Give Me Peace on Earth)", "My Sweet Lord" e "Isn't It A Pity" con Dhani Harrison a la guitarra y Ringo Starr en la batería del último tema. 
A lo largo de un buen número de años, Preston había trabajado en un álbum de versiones de temas de The Beatles, inédito a día de hoy, si bien varios temas del álbum serían presentados en The Fest For Beatles Fans años antes de su fallecimiento.

### Fallecimiento
Preston había luchado contra una enfermedad renal durante los últimos años de su vida, producida en buena medida por su abuso del alcohol y de las drogas. A pesar de haber recibido un trasplante de riñón en 2002, su salud continuó deteriorándose. El 6 de junio de 2006, Preston fallecía en Scottsdale, Arizona, debido a complicaciones de hipertensión maligna que derivó en un fallo renal y otras complicaciones. Desde el 21 de noviembre de 2005, Preston había permanecido en coma. Su funeral tuvo lugar el 20 de junio en el Faithful Central Bible Church de Inglewood, California. Preston está enterrado en el Cementerio Inglewood Park.

## Miscelánea
- Billy Preston es uno de los dos músicos ajenos a The Beatles en recibir acreditación en un sencillo; el otro es Tony Sheridan.
- Fue el primer artista en entrar directamente al número #1 de las listas británicas de sencillos con su debut en los teclados del tema "Get Back", de The Beatles.
- Preston coescribió la canción "You Are So Beautiful", hecha famosa por Joe Cocker, junto a Bruce Fisher.
- Miles Davis tituló "Billy Preston" a una de sus canciones en su honor.
- Aparece en la película Sgt. Pepper's Lonely Hearts Club Band caracterizado como sargento Pimienta.
- Junto a Janis Ian, fue invitado al primer episodio de Saturday Night Live.
- El tema "Outa-Space" fue usado en la segunda temporada de la serie de televisión Me llamo Earl.
- Su canción "Nothing from Nothing" aparece en el episodio "The Mexican Staring Frog of Southern Sri Lanka" de la serie South Park.
- "Nothing From Nothing" fue también utilizado en el tráiler de la película de Michel Gondry Be Kind Rewind.
- El último disco en el que participó antes de morir, The Road to Escondido de J.J. Cale y Eric Clapton, está dedicado a él.
- Cada vez que los Red Hot Chili Peppers tocan la canción Warlocks en directo se la dedican a él.